# Hygrobatidae
Hygrobatidae (лат.) — семейство тромбидиформных водяных клещей из надсемейства Hygrobatoidea (Parasitengona, Prostigmata). Более 800 видов.

## Описание
Микроскопического размера клещи (около 1 мм и менее). Все шовные линии кокс хорошо видны (за редким исключением — Diamphidaxona, Szalayella, Dubiobates, Scutobates); Ac часто три пары, на генитальных пластинах, лежащих близко к гонопору (самец: генитальные пластины часто слиты, образуя кольцо вокруг гонопоры; самка: одна пара генитальных пластинок рядом с гонопором), генитальные пластинки в целом отделены от вентрального щита, за редким исключением (некоторые Corticacarus, Szalayella, Dubiobates).
Обычно мягкотелые, но могут присутствовать от нескольких до многих дорсальных или вентральных щитков; если присутствуют полные дорсальные и вентральные щитки, то I-leg-5 медиодистально с характерной тонкой, нисходящей щетинкой. Гнатосома имаго с нехелатными пальпами; голени длиннее genua. Хелицеры 2-сегментные.
Hygrobatidae — это очень большая и разнообразная группа водных клещей, которые встречаются в озерах, водоёмах и реках по всему миру. Взрослые особи являются хищниками, а некоторые виды, как было показано, питаются личинками комаров Chironomidae. Там, где они известны, личинки также являются паразитами комаров Chironomidae. Встречаются в самых разных условиях обитания по всему миру. Виды крупных родов Hygrobates и Atractides являются одними из доминирующих водных клещей в проточных водах в Северном полушарии. Хищничество Hygrobates nigromaculatus Lebert и H. trigonicus Koenike, как было показано, является важным фактором, ограничивающим популяции личинок комаров-хирономид в озерах. Самки весьма необычного вида Hygrobates salamandrarum — единственные известные взрослые особи водных клещей, паразитирующих на позвоночном, тритоне Pachytriton labiatus. Необычные виды гигробатид описанные из Нигерии, Dockovdia coolearum и D. oruensis, обитают в мантийных полостях брюхоногих моллюсков Lanistes libyeus и Potadoma moerchi, соответственно (Gledhill 2003; Gledhill and Agbolade 2006).

## Систематика
Включает около 80 родов и более 800 видов. Семейство было впервые выделено в 1842 году немецким акарологом Карлом Людвигом Кохом.
- Aciculacarus C.L. Hopkins, 1975[9]
- Actinacarus Lundblad, 1953
- Africacarus K.O. Viets, 1962
- Ambiguobatella Viets, 1956
- Ambiguobates Viets, 1956
- Andesobates Smit, 2002[10]
- Asiabates Wiles, 1999
- Aspidiobatella Cook, 1986
- Aspidiobates Lundblad, 1941[11]
- Aspidiobatopsis Smit, 2002
- Atractidella Lundblad, 1936
- Atractides C.L. Koch, 1837
- Australiobatella Lundblad, 1953
- Australiobates Lundblad, 1941
- Australorivacarus K. O. Viets, 1978[12]
- Caenobates K. O. Viets, 1978
- Caledoniabates Smit, 2002
- Callumobates Cook, 1988
- Camposea J. Schwoerbel, 1986
- Coaustraliobates Cook, 1974
- Cookabates M. S. Harvey, 1988
- Corticacarus Lundblad, 1936
- Crenohygrobates Lundblad, 1938
- Declinatobates K. O. Viets, 1984
- Decussobates Cook, 1988
- Diamphidaxona Cook, 1963
- Dockovdia Gledhill, 2003[13]
  - Dockovdia oruensis Gledhill & Agbolade, 2006[14]
- Dodecabates Viets, 1926
- Dropursa Cook, 1986
- Dropursides Smit, 2013[15]
- Dubiobates Cook, 1988
- Eocorticacarus Besch, 1964
- Gondwanabates Imamura, 1984
- Groonabates Cook, 1986
- Hesperohygrobates Lundblad, 1953
- Homtinibates Cook, 2003
- Hopkinsobates Cook, 1985
- Hygrobatella Viets, 1926
- Hygrobates C.L. Koch, 1837
- Hygrobatopsis Viets, 1924
- Hygrobatractides K. O. Viets, 1981
- Hygrobatulus Viets, 1953
- Ioannibates Smit, 2009
- Iranobates Pešic, Smit & Asadi, 2011[16]
- Javanella Lundblad, 1971
- Kallimobates K. O. Viets, 1978
- Karlvietsia K.O. Viets, 1962
- Knysnabates Cook, 2003
- Kritaturus Cook, 1985
- Kyphohygrobatella Lundblad, 1936
- Kyphohygrobates Viets, 1935
- Maderomegapus Lundblad, 1941
- Mapuchacarus Besch, 1964
- Megapella Lundblad, 1936
- Mesobatella Viets, 1931
- Mesobates Thor, 1901
- Mixobates Thor, 1905
- Moanabates Smit et Pešić, 2020[17]
- Moramangabates Gerecke, 2004[18]
- Motasia Lundblad, 1953
- Neocorticacarus Lundblad, 1953
- Notohygrobates Cook, 1985
- Osornobates Cook, 1988
- Paraschizobates Lundblad, 1937
- Paraspidiobates J. Schwoerbel, 1986
- Plesiohygrobates Viets, 1956
- Polyhygrobatella Lundblad, 1953
- Proboscibates Smit, 2015[19]
- Procorticacarus K. O. Viets, 1978
- Pseudoaustraliobates Smit, 2009
- Rhynchaustrobates Cook, 1986
- Schizobates Thor, 1927
- Spongibates Wainstein, 1978
- Sterkspruitia Cook, 2003
- Stylohygrobates Viets, 1935
- Subcorticacarus Lundblad, 1937
- Szalayella Lundblad, 1953
- Tasmanobates Cook, 1986
- Tetrabates Thor, 1922
- Tetrahygrobatella Lundblad, 1953
- Thoracohygrobates Lundblad, 1936
- Tobelobates Cook, 1986
- Zabobates Cook, 1988
- Zelandobatelia Hopkins, 1975[9]
- Zelandobates Hopkins, 1966[20]

## Распространение
Встречаются повсеместно.